# Virtù facile
Virtù facile (Easy Virtue), conosciuto in Italia anche con il titolo Fragile virtù, è un film muto del 1928 diretto da Alfred Hitchcock, tratto dall'omonima commedia di Noel Coward.

## Trama
Londra, bacheca del tribunale: avviso di procedimento per divorzio. Primissimo piano dall'alto sulla parrucca del giudice che lentamente alza il viso e gira lo sguardo sui palchi affollati. Il giudice sistema il monocolo all'occhio e in soggettiva, ingranditi dalla lente, sono inquadrati prima l'avvocato della parte offesa, il marito, e poi la moglie imputata, Larita Filton. L'interrogatorio cerca di chiarire se c'è stato un bacio col coimputato, il pittore, e la donna lo nega. Si chiede di precisare il ruolo di una bottiglia di brandy. Il pubblico rumoreggia e il giudice minaccia di far sgomberare l'aula.
La donna ripensa a quanto era successo. Lei posava per un ritratto. Il pittore si era innamorato, pur non ricevendo alcun incoraggiamento. Il marito sospettoso e alcolizzato l'aveva picchiata, lasciandole lividi ben evidenti. Il pittore le aveva poi consegnato un biglietto in cui le proponeva di fuggire con lui. Il marito intercettato il biglietto, aveva avuto uno scontro col pittore ed era caduto, apparentemente colpito a morte. In realtà si trattava di un malore.
Riprende l'interrogatorio e si esibiscono come prove di colpevolezza per la donna il biglietto del pittore e il suo testamento lasciato in favore di Larita, dopo il tragico suicidio. Il prevedibile verdetto viene emesso: Larita è condannata. La folla lascia l'aula e Larita all'uscita è aggredita da giornalisti e reporter.
Grazie al patrimonio di cui dispone, Larita cerca di rifarsi una vita lontano da Londra, verso il sole del Mediterraneo, soggiornando in un lussuoso albergo sulla Costa Azzurra. Tuttavia il suo fascino magnetico non le permette di passare inosservata. Assiste ad una partita di tennis e la pallina la colpisce a un occhio. Il giovane e aitante tennista è desolato, e con molta galanteria la soccorre ed è immediatamente affascinato dalla grazia e bellezza della donna. I due diventano inseparabili: passano le giornate in carrozza ad ammirare i paesaggi e i panorami della riviera, a passeggio per i vicoli pittoreschi dei borghi medievali e tanto altro. Lui non ha occhi che per lei, non vuole sapere niente del suo passato e le chiede di sposarlo. Lei non acconsente subito e rimanda la risposta alla telefonata serale. Con la mimica della telefonista il regista comunica allo spettatore la decisione di Larita.
Il nuovo sposo, John, figlio di una nobile e ricca famiglia londinese, i Whittaker, è ansioso di presentare Larita ai suoi e fa preparare in fretta i bagagli per il viaggio di ritorno. Prima in treno e poi in automobile giungono alla elegante e imponente villa della famiglia di John. Fin dall'inizio Larita avverte l'astio della madre di lui nei suoi confronti: la nobildonna è indispettita dall'impulsività del figlio, perché con quel matrimonio lampo ha resi vani i suoi progetti. A pranzo è invitata anche una ragazza, Sarah, la predestinata nuora. A spalleggiare la madre c'è anche la sorella di John, invidiosa dell'eleganza e del fascino di Larita. Solo il padre la ammira e prova simpatia per lei.
In mille modi la signora Whittaker cerca di metterla a disagio: a tavola fa sedere John a fianco di Sarah, rifiuta l'aiuto che lei le offre per scrivere i biglietti di invito alla cena offerta ai conoscenti per presentare ufficialmente la coppia, diffonde la voce che la nuora ha il mal di testa, augurandosi che non partecipi alla festa stessa. Rientrato nel suo ambiente familiare, John è influenzato dall'atteggiamento della madre e scopre la superficialità del suo sentimento nei confronti di Larita.
A un certo punto vengono trovati i vecchi giornali con le fotografie e le cronache del processo, e così il suo passato e la condanna di colpevolezza subita inchiodano Larita alla condizione di "libertina". Sfida l'ipocrisia di continuare come se niente fosse e affronta un nuovo processo di divorzio. All'uscita dal tribunale che l'ha condannata per la seconda volta, ai giornalisti e ai reporter che l'attendono esclama: “Sparate pure, ormai non c'è più nessuno da uccidere!”.

## Produzione
Era per Hitchcock l'ultimo film da realizzare per la casa cinematografica Gainsborough di Michael Balcon. Fu proposto per la consulenza creativa e il montaggio ancora Ivor Montagu che già aveva affiancato Hitchcock nel precedente lavoro Il declino, ma in questo caso la collaborazione non fu priva di dissapori.

### Soggetto
Il soggetto è basato su un testo teatrale, un duro dramma sociale di Noël Coward. Era stato rappresentato a New York nel 1925, a Londra nel 1926 e aveva ottenuto molto successo.

### Sceneggiatura
La sceneggiatura fu fatta da Hitchcock e Eliot Stannard.

### Cast
La parte della protagonista fu affidata a Isabel Jeans, che aveva già interpretato in Il declino l'attrice, e avrebbe avuto una parte, Mrs. Newsham, ne Il sospetto; a Robert Irvine la parte del giovane secondo marito, anche lui presente nel cast di Il declino nella parte dell'amico.

### Riprese
Le riprese si effettuarono per gli interni negli studi di Islington, per gli esterni in Costa Azzurra e Alpi Marittime.

## Distribuzione
Distribuito dalla Woolf & Freedman Film Service, uscì nelle sale britanniche il 5 marzo 1928. Negli Stati Uniti il film fu distribuito dalla Sono Art-World Wide Pictures.
La prima del film si tenne a Londra il 5 marzo 1928.

### Accoglienza
Il film fu accolto tiepidamente dal mondo della critica cinematografica e si rivelò un fallimento finanziario.

### Il giudizio di Hitchcock
Hichcock dichiarò: "È il più brutto soggetto che abbia mai scritto a tal punto che ho perfino vergogna a raccontarlo"

### Critica
"Di Hitchcock Easy Virtue conteneva alcune grandi idee e qualche trucco dei più sottili".

### Temi
- il voyeurismo, lo spettacolo: si ricorda l'avvio del film in cui il regista gioca con il monocolo del giudice; lo aveva già fatto anche ne Il giardino del piacere in cui il balletto e le gambe delle ballerine apparivano attraverso le lenti del pubblico: la soggettiva rammenta istantaneamente allo spettatore che ciò che vede è filtrato da una lente-obiettivo, l'essenza del cinema; e questo concetto sarà la chiave di un futuro capolavoro come La finestra sul cortile.
- il processo: il tema della donna condannata dalla società e dall'ipocrisia ritorna in Fiamma d'amore, in Notorious, Il caso Paradine. L'istituzione giustizia e l'istituzione famiglia conservano la donna in una condizione di dipendenza.
- la passione e la colpa.
- il ruolo della stampa: molto spesso il giornale è nelle mani dei protagonisti dei film di Hitchcock e le notizie diffuse dai giornalisti raccontano delle verità che non sempre coincidono con la realtà dei fatti, però sono in grado di distruggere la reputazione degli interessati.

### Tecnica cinematografica
Una scena memorabile contiene un'originale trovata del regista nell'arte di raccontare: quella in cui Larita risponde alla domanda di matrimonio di John. I due personaggi non sono presenti nei fotogrammi ma tutto passa per il telefono. Sono le reazioni, prima distratte poi via via sempre più partecipi della centralinista e la mimica facciale con cui segue e commenta lo scambio di battute, a rivelarci infine con uno sguardo illuminato e sorridente la positiva risposta.

## Rifacimenti
Nel 2008 dallo stesso soggetto è stato tratto il film Un matrimonio all'inglese, diretto da Stephan Elliott ed interpretato da Jessica Biel, Colin Firth e Kristin Scott Thomas. Nonostante la base di partenza di entrambe le pellicole sia la piéce teatrale di Noël Coward, il film di Elliott ha uno sviluppo diverso rispetto a quello di Alfred Hitchcock.